# Pietro Koch
Pietro Koch (Benevento, 18 agosto 1918 – Roma, 5 giugno 1945) è stato un militare e poliziotto italiano.
Negli ultimi anni della seconda guerra mondiale, fu a capo di un reparto speciale di polizia della Repubblica Sociale Italiana, noto anche come Banda Koch, che operò principalmente a Roma e in seguito, brevemente, anche a Milano, macchiandosi di numerosi crimini, contro nemici catturati e oppositori politici, come torture e omicidi.

## Biografia
(Massimiliano Griner - La "banda Koch". Il reparto speciale di polizia 1943-44 (2))
Pietro Koch era figlio di Otto Rinaldo Koch, un commerciante di vini ed ex ufficiale della marina tedesca, sposatosi con Olga Politi. La famiglia negli anni trenta si trasferì da Benevento a Roma, dove Pietro si diplomò al liceo Gioberti per poi iscriversi alla facoltà di giurisprudenza. Il richiamo alle armi lo costrinse ad abbandonare gli studi intrapresi. Nel 1938 diventò ufficiale di complemento dei Granatieri di Sardegna. Nei primi mesi del 1940 fu posto in congedo e non venne chiamato alle armi fino alla primavera del 1943.
In questi tre anni visse tra Roma e Perugia come mediatore di compravendite immobiliari e agricole. La prefettura di Perugia lo segnalò, nell'ottobre 1942, per «una non indifferente attività truffaldina» (1- pg. 155). Nel 1940 si era sposato con Enza Gregori, ma il matrimonio naufragò in pochi mesi a causa della relazione con Tamara Cerri, una ragazza sedicenne conosciuta a Firenze.

### Repubblica Sociale Italiana
Nella primavera del 1943 fu richiamato alle armi nel 2º Reggimento "Granatieri di Sardegna" e l'8 settembre 1943 era a Livorno con il suo reparto in attesa di imbarcarsi per la Sardegna. Dopo l'8 settembre si spostò a Firenze e si iscrisse al Partito Fascista Repubblicano, entrando nel "Reparto Speciale di Sicurezza" di Mario Carità. 
Le incertezze del periodo sono riportate in tre lettere di Pietro Koch alla sorella, pervenute, dopo la Liberazione, a un giovane funzionario del Partito Comunista Italiano, Luca Canali, che le pubblicò parafrasate nella sua autobiografia. In esse, si manifesta lo sbandamento di un giovane ragazzo che poi decide di aderire con convinzione fanatica alla repressione nazi-fascista.
Si mise subito in evidenza con la cattura, presso un albergo cittadino, del colonnello Marino, già aiutante del generale di corpo d'armata Mario Caracciolo di Feroleto, l'ex comandante della 5ª Armata che aveva tentato la difesa di Firenze. Attraverso questa azione fu notato da Mussolini. Mario Caracciolo di Feroleto, uno dei pochi generali che si erano opposti ai tedeschi, si era rifugiato a Roma presso il convento vaticano di San Sebastiano, sotto tutela di Giuseppe Cordero Lanza di Montezemolo.
Il capitano delle SS di via Tasso, Kurt Schutze, del gruppo di Herbert Kappler, autorizzò Koch a violare il territorio vaticano; così la sua banda, attraverso uno stratagemma e l'appoggio esterno delle SS, riuscì ad arrestare il generale. Le SS, dopo averlo schedato, lo lasciarono a Koch, che lo trasferì a Firenze presso la sede della cosiddetta Banda Carità. Il risultato di questa azione gli permise di avere le autorizzazioni dal capo della Polizia della RSI di Salò, Tullio Tamburini, per costituirsi un suo reparto speciale. Con l'arresto del generale di corpo d'armata Mario Caracciolo di Feroleto fu rinvenuto anche il memoriale Caracciolo, documento interessantissimo scritto dal generale durante la reclusione, che contiene informazioni inequivocabili, in particolare riguardo a come la cieca ostinazione del duce abbia condotto l'Italia nel baratro. Fu grazie al tenente, poi capitano dei Granatieri di Sardegna Eraldo Barosini (Roma 03/10/1915 - Roma 23/05/1986), capo settore della Banda Granatieri e amico di Pietro Koch, che in pieno regime nazi-fascista è stato possibile venire a conoscenza di parte di questa documentazione, sottratta dal Barosini a Koch durante un loro incontro, che né il governo repubblicano, né le autorità tedesche avrebbero mai autorizzato di mettere in circolazione e avrebbero forse un giorno distrutto.

## La cosiddetta "Banda Koch"

### Attività a Roma
(Inno della Banda Koch)
Nel dicembre 1943 Koch si trovava a Roma e si presentò al capo della Polizia Repubblicana, affermando di avere incarico dal generale Luna di riferire che il generale ricercato, Caracciolo, era nascosto presso il convento di San Sebastiano.
(dalla deposizione dello stesso Pietro Koch rilasciata dopo il suo arresto definitivo)
Una volta costituita la squadra speciale, che prese la denominazione ufficiale di "Reparto Speciale di Polizia Repubblicana", si aggregarono anche diversi elementi della Banda Carità fino ad arrivare a circa una settantina di unità, tra i quali anche dei sacerdoti. La composizione era la più varia. La bibliografia ricorda: i preti Ildefonso Troya dell'ordine dei Benedettini Vallombrosiani (dopo la sospensione a divinis) e Pasquino Perfetti, l'avvocato Augusto Trinca Armati del foro di Perugia (a capo dell'Ufficio Legale del reparto), il giornalista Vito Videtta, l'esperto dei servizi segreti Francesco Argentino detto "Dottor Franco", Armando Tela (con il ruolo di vice-comandante). Tra gli agenti del reparto ci furono anche degli ex arrestati che collaborarono, come il gappista Guglielmo Blasi. C'erano anche diverse donne: Alba Giusti Cimini (vedova di guerra di 28 anni, e segretaria di Koch), Marcella Stopponi (dattilografa e verbalista) e Daisy Marchi (vero nome Dusnella Marchi), una soubrette che fu per un periodo anche l'amante di Koch. A Milano la Cimini e la Marchi usavano spacciarsi, con i prigionieri, per la celebre Luisa Ferida (specialmente la seconda, molto somigliante fisicamente), approfittando della penombra delle celle; è probabilmente questa l'origine della calunnia che costerà la vita all'attrice, che conosceva Koch per tramite del compagno Osvaldo Valenti (membro della Xª MAS), ma non collaborò mai con la banda. Uomo di collegamento con la Xª MAS, a Roma, fu Mauro De Mauro (amico e forse amante della Stopponi), che non faceva parte della banda in maniera diretta.
La formazione ottenne alcuni rapidi e clamorosi successi con irruzioni e perquisizioni nelle sedi della Chiesa. Gli arresti eccellenti nei conventi, la cattura di Giovanni Roveda e poi la cattura, su segnalazione del collaboratore di Koch Francesco Argentino, del professor Pilo Albertelli che fu torturato e poi fucilato alle Fosse Ardeatine, produssero impressione nel comando SS.
(Dal rapporto informativo di Pietro Koch al generale tedesco Kurt Mälzer a seguito delle operazioni nelle sedi della Chiesa)
La prima sede provvisoria del reparto si attestò brevemente a via Tasso 115, dove era acquartierato il Comando SS della città aperta. Ma già in gennaio si trasferì nella palazzina di via Principe Amedeo 2, presso la pensione Oltremare, dove occupò tre appartamenti uniti. Il vero e proprio alloggio di Koch era nella stanza matrimoniale n. 1, nella stanza n. 15 invece si trovava il suo ufficio dove avvenivano gli interrogatori, nella stanza n. 16 attigua si trovavano le due segretarie Anita e Marcella.
Tra gennaio e maggio 1944 la banda decimò le file degli antifascisti di Roma, tra i quali ben 23 esponenti del Partito d'Azione, che subì la pressione maggiore, di cui 21 furono fucilati alle Fosse Ardeatine.
Koch, la notte tra il 3 e il 4 febbraio, coordinò l'assalto dei suoi uomini al convento annesso alla basilica di San Paolo, che portò all'arresto di 67 persone fra ebrei, renitenti alla leva, ex funzionari di polizia e militari di rango del Regio Esercito (generali Monti e Fortunato) che vi avevano trovato rifugio.
Il 17 marzo 1944 viene fermato il tenente aus. di P.S. Maurizio Giglio, che manteneva contatti radio con il "Regno del Sud" e secondo le accuse di Koch con l'Armata del generale Clark. Fu sottoposto per giorni a brutale tortura in sei interrogatori consecutivi insieme all'agente di P.S. Giovanni Scottu che lo accompagnava; a questi eventi assisté anche il questore capitolino Caruso. Giglio ridotto in fin di vita, fu accompagnato a braccia a Regina Coeli, la sera del 23 marzo. Consegnato quindi ai tedeschi per l'esecuzione della rappresaglia conseguente all'azione partigiana di via Rasella, dove una compagnia del Polizeiregiment "Bozen", forte di 156 uomini, fu oggetto di un attentato che causò 33 morti, fu condotto in una cava di pozzolana alla periferia di Roma, presso le Fosse Ardeatine e, il giorno 24 marzo 1944, fu ucciso con un colpo alla nuca. Scottu riuscirà a sopravvivere e al termine della guerra formulerà un implacabile atto di accusa contro la banda.
Nonostante non avesse conseguito la laurea in legge, Koch cominciò a essere chiamato dai suoi sottoposti semplicemente come "dottore", tipico appellativo rivolto ai funzionari di questura. 

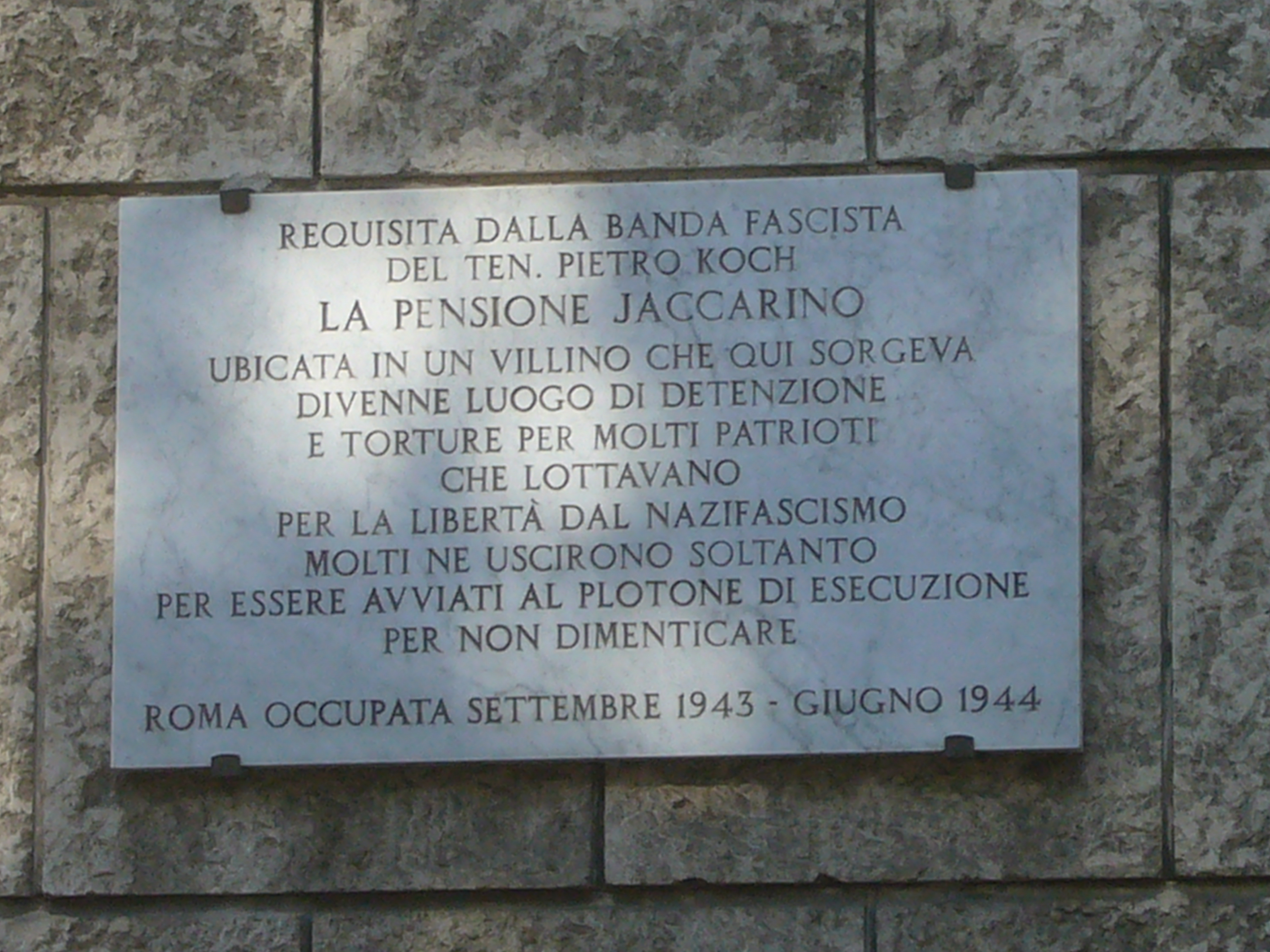
Roma, via Romagna. Memoria della pensione Jaccarino e degli orrori della banda Koch sull'edificio costruito in luogo della pensione Jaccarino.

Dopo l'attentato di via Rasella, la sede del comando non fu più ritenuta adeguata, e il reparto, armi alla mano, prese possesso alla mezzanotte del 21 aprile della pensione Jaccarino, un palazzetto signorile sito in via Romagna 38. Da qui Koch, attraverso numerosi arresti e interrogatori brutali, ottenne in breve tempo il nome di Franco Calamandrei e degli altri coinvolti e ricostruì l'esatta dinamica dell'attentato gappista, di cui diede notizia al generale tedesco Kurt Mälzer, comandante della Wehrmacht nella capitale, con un dettagliato rapporto. Nella lettera Koch testimonia anche l'avversione riscontrata da parte di molte SS e l'ostruzione di certi fascisti, lamenta un'irruzione nella vecchia sede del suo reparto e il tentativo di individuare la nuova, la minaccia di un arresto nei suoi confronti, annunciando che è stato disposto un servizio di sorveglianza in modo da prevenire eventuali atti ostili.
(Dal rapporto di Pietro Koch al generale tedesco Kurt Mälzer a seguito dell'indagine per l'attentato di via Rasella)
In aprile del 1944 la banda arrestò anche Luchino Visconti. Il regista milanese, scarcerato dopo pochi giorni grazie all'intercessione dell'attrice María Denis, fu uno dei principali testimoni nella requisitoria del processo che portò alla fucilazione di Koch, raccontando i particolari sui metodi d'interrogatorio della banda.
(Dalla deposizione testimoniale di Luchino Visconti agli atti del processo Koch)
Il 28 aprile dello stesso anno la banda, durante un tentativo di catturare un gruppo di comunisti, uccise due ignari passanti (un ragazzo, Luigi Mortelliti, e una donna, Maria Di Salvo).
Il 28 maggio, pochi giorni prima della liberazione della capitale, una pattuglia di militi fascisti della banda intercettò per caso in via Livorno l'intellettuale socialista Eugenio Colorni. La banda gli intimò di rivelargli dove si stava recando (una riunione coi suoi compagni della prima brigata Matteotti), ma Colorni si rifiutò di rispondere; fu quindi spinto verso un portone e lì colpito con tre colpi di pistola. Trasportato all'Ospedale San Giovanni, morì il 30 maggio, a soli 35 anni, sotto la falsa identità di Franco Tanzi.
I metodi di Koch erano caldeggiati dalle SS di Kappler, e la banda collaborò, fra appoggio cooperante e attriti intestini, col comando SS di via Tasso, diventando anche lo strumento di azioni e irruzioni nelle sedi della Chiesa, come l'assalto al convento annesso alla basilica di San Paolo, progettato e coordinato da Koch, avvenuto la notte tra il 3 e il 4 febbraio, che portò all'arresto di 67 persone fra ebrei, renitenti alla leva, ex funzionari di polizia e militari di rango. Queste iniziative riducevano per i tedeschi le complicazioni diplomatiche di extraterritorialità tra la Santa Sede e il Terzo Reich. Koch inoltre procurò a Kappler alcuni nominativi da inserire nella lista dei condannati a morte per rappresaglia, in risposta all'attentato di via Rasella operato dai GAP.
(Pietro Secchia e Filippo Frassati, Storia della Resistenza, la guerra di Liberazione in Italia 1943-45, Vol. 1)

### Attività a Milano
Subito dopo la liberazione di Roma, Koch si unì al convoglio di Eugen Dollmann diretto a nord mentre la sua banda fuggì a Milano. Il Reparto Speciale, inquadrato nelle SS italiane, si insediò presso Villa Fossati (tra le vie Paolo Uccello e Masaccio), che in città sarà nominata come "Villa Triste", attrezzandola con filo spinato, riflettori e sirene. Alcuni locali furono adibiti a stanze di tortura. Quasi tutti i componenti di Roma raggiunsero Milano, solamente alcuni furono arrestati e condannati a morte durante la loro fuga, come il questore Pietro Caruso. A Milano si inserirono anche nuovi elementi, come l'attore Osvaldo Valenti (si presume che fosse l'uomo di collegamento fra Koch e il principe Borghese della Xª MAS ma non vi è prova certa), il conte-industriale Guido Stampa e altre donne (Lina Zini e Camilla Giorgiatti).
I metodi di tortura e le tecniche d'interrogatorio della banda divennero tristemente famosi e, vista la generalità di testimonianze concordi, quasi codificati:
- l'interrogatorio avveniva nella stanza di rappresentanza di Koch alla presenza di numerosi poliziotti;
- se un arrestato non parlava, cioè non rivelava chi fosse e quale fosse la propria attività politica, le percosse erano immediate con: lo schiaffo scientifico, la capriola (lancio della vittima contro il muro), la corsa (un percorso da denudato dalla doccia alle celle tra due file di poliziotti che colpivano). Perché la violenza mantenesse vigore e forza gli agenti si davano il cambio.
- le percosse avvenivano con fruste di cuoio, con nervi di bue, con i caricatori (carichi delle cartucce);
- l'isolamento avveniva nel cosiddetto buco, cioè in locali angusti e soffocanti;
- la sospensione dei torturati: venivano legati con corde e issati in modo che il corpo non toccasse terra e lasciati così per ore;
- la doccia bollente: le vittime venivano denudate e spinte con manici di scopa sotto un getto d'acqua bollente;
- qualche testimonianza ha riferito anche dell'uso del manico di scopa come variante per violenze e abusi sessuali;
- la messinscena dell'esecuzione per terrorizzare le vittime: una vera esecuzione fermata all'ultimo momento.
- scariche elettriche, usate più raramente.[18]

Via via l'ambito delle attività del Reparto di Koch si ampliarono e oltre all'azione contro gli antifascisti gli furono assegnati anche compiti di indagini interne all'apparato di regime della Repubblica di Salò. Gli sbandamenti della neonata repubblica fascista facevano emergere istanze politiche diverse. C'erano idee moderate e altre invece che arrivavano ad accusare lo stesso Mussolini di essere debole e inerte. Queste indagini, indirizzate e autorizzate direttamente o indirettamente dal Duce, esaltarono da un lato il potere della banda, ma dall'altro crearono anche le condizioni della sua fine.
Tra gli indagati fascisti del Reparto speciale ci furono sia fascisti intransigenti come Roberto Farinacci, sia fascisti moderati come il direttore de La Stampa Concetto Pettinato. Furono svolte dagli uomini di Koch anche indagini interne nei confronti dei membri della "Muti" che esercitavano una certa rivalità nei confronti della squadra speciale. Il gruppo dirigente fascista si sentì minacciato dall'autonomia di Koch e riuscì così ad avere l'avallo di Mussolini per smantellare la banda con un'azione di forza, condotta il 25 settembre 1944 proprio da parte della Legione Autonoma Mobile Ettore Muti, al comando del questore Alberto Bettini. Secondo alcune fonti il reparto era implicato anche in un traffico di cocaina. Villa Fossati fu circondata, circa cinquanta componenti della banda vennero arrestati e fu sequestrato tutto il bottino accumulato nei mesi di attività. Il 17 dicembre 1944 Koch fu arrestato e rinchiuso nel carcere di San Vittore a Milano. Successivamente, nonostante le proteste di Kappler, il Reparto fu smantellato.
Il colonnello Walter Rauff, capo della Polizia del Terzo Reich per la Lombardia, il Piemonte e la Liguria, affermò: "Koch non è stato capace di vedere con esattezza la situazione di Milano, si è rivelato troppo giovane e troppo indipendente, ha speso troppi denari e ha suscitato le gelosie di tutti i concorrenti".

### Gli ultimi giorni

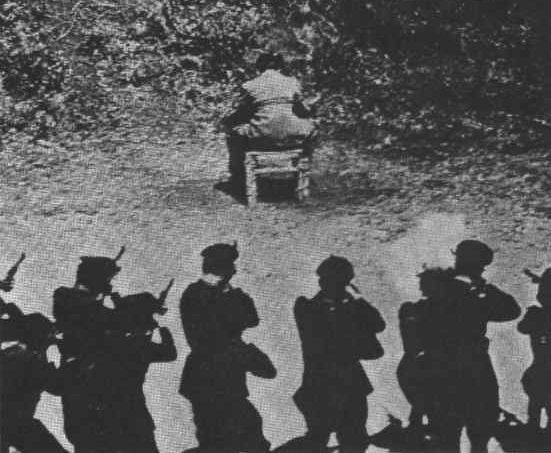
La fucilazione di Pietro Koch a Forte Bravetta

Con l'aiuto dei tedeschi, Koch riuscì a evadere il 25 aprile 1945 e da Milano si spostò a Firenze, allo scopo di ricongiungersi con Tamara Cerri, che, dopo l'arresto a Villa Fossati, era stata liberata e aveva raggiunto la sua famiglia a Firenze, per essere nuovamente catturata dagli Alleati. Avuta notizia dell'arresto, il 1º giugno si presentò alla questura del capoluogo toscano dichiarando: "Se avete arrestato Tamara Cerri perché vi dica dov'è Koch, potete liberarla. Koch sono io, arrestatemi". Subito tradotto a Roma, fu processato dopo una rapida istruttoria di due giorni, con procedura d'urgenza.
Il processo si aprì il 4 giugno nell'aula magna della Sapienza, l'interrogatorio dell'imputato e le deposizioni dei testimoni dell'accusa (l'ex questore Morazzini e il commissario di polizia Marottoli) e a discarico (Luchino Visconti, la cui deposizione finì invece per prodursi in un ulteriore capo d'accusa) occuparono due ore; la requisitoria del PM e l'arringa difensiva di Federico Comandini, nominato avvocato d'ufficio quale Presidente dell'Ordine degli avvocati di Roma, presero circa mezz'ora. Alle 11:55 l'imputato fu condotto in camera di sicurezza e alle 12:17 rientrò in aula, dando la corte lettura del dispositivo della sentenza. Condannato alla pena capitale, fu giustiziato presso il Forte Bravetta alle ore 14:21 del 5 giugno 1945.
(Dalla sentenza del collegio giudicante agli atti del processo Koch)
Vista la fama del personaggio, le autorità ritennero opportuno documentare l'esecuzione con una ripresa filmata. Regista d'eccezione volle essere Luchino Visconti, che a sua volta da Koch era stato arrestato e torturato.

### La fine della banda
Alcuni componenti della banda furono giustiziati nei giorni successivi al 25 aprile: Armando Tela il 22 maggio, Augusto Trinca Armati il 18 maggio, Vito Videtta il 29 aprile. Gli altri furono in maggioranza condannati a pene detentive e ritornarono in libertà nei primi anni cinquanta, come il sacerdote Epaminonda Troya. La Cerri venne scagionata dalle accuse e scarcerata da Regina Coeli il 16 marzo 1946, dopo aver diviso la cella con la collaborazionista ebrea Celeste Di Porto. Osvaldo Valenti venne fucilato il 30 aprile a Milano assieme alla compagna Luisa Ferida. Mauro De Mauro ebbe imputazioni per la strage delle Fosse Ardeatine, ma fu assolto e divenne un noto giornalista, fino al suo omicidio per opera della mafia siciliana nel 1970. Daisy Marchi, che Koch cercò di scagionare dai crimini (poiché aveva lasciato la banda dopo la fine della relazione con lui), passò un brevissimo periodo in prigione, tentando di farsi passare per una partigiana, e poi venne liberata senza accuse; è morta da anonima pensionata a Roma nel 2013. Alba Cimini (morta a Napoli nel 1952, a 34 anni), liberata dopo aver scritto una lettera a Mussolini dopo il primo arresto e arrestata di nuovo nel dopoguerra, non subì condanne, nonostante l'accertato coinvolgimento. Marcella Stopponi e altri beneficiarono dell'amnistia Togliatti che cancellò i loro reati e le relative condanne. María Denis, che frequentò Koch solo per far liberare Visconti, risultò estranea a ogni coinvolgimento e venne liberata.